# Јод
Јод (I, лат. iodum) диатомски је неметал. Пре увођења међународних симбола елемената био је J. Атомски број овог елемента је 53. Он се у периодном систему налази се у 7. главној групи (17. група) те стога спада у халогене елементе. Име је добио по грчкој речи ioeides — љубичасти, јер при његовом загрејавању ослобађају се паре карактеристичне љубичасте боје.
На собној температури, јод је у чврстом стању, врло слабо се раствара у води, али се добро раствара у воденом раствору калијум јодида, те још боље у етанолу и другим органским растварачима. У многим приликама, често се ствара забуна код симбола овог хемијског елемента. Тако неке енциклопедије, бројни школски уџбеници, многи медији и часописи погрешно наводе симбол J за јод, што је заправо ознака за међународну мерну јединицу за енергију - џул.
Јод се јавља у многим оксидационим стањима, укључујући јодид (−), јодат (IO−
3), и разне перјодатне анјоне. Он је најмање изобилан од стабилних халогена, као је шездесет први елемент по заступљености. Јод је најтежи есенцијални минерални нутријент. Он је неопходан у синтези тироидних хормона. Недостатак јода погађа око две милијарде људи и водећи је спречиви узрок интелектуалних потешкоћа.
Јод је незамењиви и саставни део животињских и људских организама, а у тело се уноси храном. Највећа концентрација јода код човека присутна је у штитној жлезди, и тамо се користи у хормонима тироксину и тријодтиронину као дијодотирозину. Недостатак јода у води за пиће и храни по правилу је одговорно за настанак струме (гушавости). Зате је, као спречавање настанка струме, препоручено најмање једном седмично укључивање морских риба и плодова у исхрану, као и употреба такозване јодиране кухињске соли (со са натријум- или калијум јодатом). Помоћу овакве индивидуалне профилаксе и јодирањем хране за стоку, у многим земљама света недостатак јода у тлу је делимично ублажен.

## Историја
Физиолошки значај препарата који садрже јод био је познат од антике. Тако је већ 1.500 година п. н. е. болесницима који су боловали од струме саветовано да једу штитне жлезде оваца (које садрже јод) или пепео морских сунђера.
Јод је открио париски произвођач шалитре Бернар Куртоа 1811. године при производњи барута и пепела морске траве. То су касније потврдили хемичари: Шарл Дезорм и Николас Клеман. Особине јода је 1813. године боље испитао француски хемичар Жозеф Луј Ге-Лисак, који је овом елементу и дао име.

## Особине
Јод спада у групу халогених елемената Јод је чврста супстанца, тамносиве боје, металног сјаја. На собној температури јод се јавља у чврстом агрегатном стању, као сјајна плавоцрна супстанца. При загревању јод сублимира, гради љубичасте паре карактеристичних мириса које се при хлађењу одмах кристалишу. Постоји само један постојан изотоп јода у природи. Радиоактивни изотопи су: .
У чистом облику јод има отровно дејство. Јод је као, и сви халогени елементи, веома реактиван. У води се слабо раствара, али га зато органски растварачи одлично растварају. Јод је јако дезинфекционо средство, убија бактерије и гљивице.

### Хемијске
Јод са другим елементима попут фосфора, алуминијума, жељеза и живе реагује много мање бурно за разлику од хлора и брома. Са водоником јод реагује дајући јодоводоник, који се чак и при најслабијем загрејавању поновно распада на елементе:
{\displaystyle \mathrm {I_{2}+H_{2}\,{\overrightarrow {\leftarrow }}\,2\,HI} }
Јод и водоник стоје у равнотежи са јодоводиком. При повећању температуре ова равнотежа се помера улево.
Са амонијаком дешава се експлозивна реакција због знатног повећања запремине:
{\displaystyle \mathrm {3\,I_{2}+2\,NH_{3}\rightarrow 6\,HI+N_{2}} }
Три мола јода и два мола амонијака реагују дајући шест мола јодоводика и један мол азота.
Са раствором амонијака јод гради азот јодид (3).
Занимљива особина јода је да он може да гради полијодидна једињења. Тако се растворени молекули I2 спајају са једним анјоном јодида у једноставни негативно наелектрисани анјон I3−. Једна од особина овог полијодидног једињења је да се може складиштити у скробном хеликсу. Оваква једињења се боје у интензивну плаву боју већ при најмањим концентрацијама, што се користи као специфично и врло осетљиво доказивање скроба (погледајте: Луголов раствор).

### Изотопи
До данас познато је 36 изотопа јода и 10 његових нуклеарних изомера. Међу изотопима, само један је стабилан, тако да се природни јод састоји у потпуности од стабилног изотопа 127I. Стога се за њега каже да је мононуклидни елемент. Међу нестабилним изотопима, изотоп 129 који се распада емитујући бета-зраке има време полураспада од 15,7 милиона година. Поред њега постоје још четири изотопа са временом полураспада дужим од једног дана: 124I (4,2 дана), 125I (59 дана), 126I (13 дана) и 131I (8,0 дана). Нестабилни изотопи јода настају нпр. при нуклеарној фисији и представљају опасност по здравље људи ако доспеју у ваздух, јер се могу накупљати у штитним жлездама.

### Кристална и молекулска структура
Јод има полупроводничке особине. Оне се објашњавају присуством слоја решетке у којем се поједини нивои састоје из молекула 2 (дужина везе 271,5 ). Размак између нивоа у орторомпским слојевитим кристалима износи 441,2 pm и одговара Ван-дер-Валсовом размаку између два атома јода (430 pm). Резултат мерења најмањег размака између два молекула јода са 349,2 pm показује да је далеко испод тога.

## Добијање јода
Лабораторијски се апаратура за добијање јода склапа у капели. У чашу се стави добро измешана смеша калијум-јодида и манган-диоксида, претходно тако одмерених супстанци да им масе буду одговарајуће. Смеша се прелије концентрованом сумпорном киселином. Друга посуда се напуни леденом водом и постави над отвором чаше, а сама чаша се загрева са доње стране. У идеалним условима, за дно горње посуде нахватаће се љубичасти игличасти кристали јода. Тако добијен јод се пречишћава поновном сублимацијом. При овом поступку дешава се следећа реакција:

## Једињења јода
Јод гради бројна хемијска једињења у којима се јавља са оксидационим бројем 1, 5 или 7. Особине јодових једињења су сличне аналогним једињењима брома или хлора. Најбоље реагује са металима градећи јодиде.
Најважнија једињења јода су калијум-јодид, јодоформ и јодоводоник.
Флуор, хлор и бром га истискују из једињења, што се користи за његово лабораторијско добијање:

## Јод у природи
Јод спада у елементе који су веома мало распрострањени у природи. Веће количине овог елемента се јављају у морској води, а такође и као нечистоћа у чилској шалитри. Јод се јавља у виду натријум-јодата, NaIO3. Јавља се и у многим намирницама које се свакодневно користе у исхрани (ако потичу са терена на којима се јод јавља на земљи и у води), али у количинама које покривају највише 1/3 дневних потреба за јодом:
- 1  поврћа садржи 20-30 μg јода,
- 1 литар млека — 35 μg,
- 1  — 100-200

Пржење и печење узрокује губитак око 20% јода из намирница, а кување чак 58%!

## Примена јода
Јод се користи у производњи фарби и у фотографији. У медицини се користи за лечење обољења штитне жлезде, као и за дезинфекцију — нпр. јодна тинктура. Радиоактиван изотоп јода 131I има битну улогу у откривању болести штитне жлезде. У медицини се јод користи као антисептик у виду јодне тинктуре. Калијум-јодид се додаје кухињској соли ради спречавања гушавости.

## Биолошки значај
Јод је микроелемент који је неопходан за здравље људи. Он се уноси исхраном и водом. Земља и вода у близини мора су веома богате јодом, а са удаљавањем од мора количина јода се смањује.
У телу здравог човека налази се 30-50 милиграма јода. Највеће количине се јављају у штитној жлезди, која има могућност складиштења јода. Без јода штитна жлезда не може да производи хормоне тироксин (T4) и хормон T3, неопходних за правилно функционисање свих ћелија у људском организму.
Недостатак јода у исхрани и у води изазива болест гушавост. Ово обољење се углавном јавља у крајевима удаљеним од мора, тамо где се не додаје јод у кухињску со.
Недостатак јода код деце узрокује смањену могућност учења, памћења, успорава раст и физички развој.
Дневне потребе за јодом су веома мале и износе једва 200 микрограма, тако да у току живота човек унесе једва неколико грама јода. Требало би знати да неко поврће (углавном из породице купуса), садржи честице које могу погоршати ток болести штитне жлезде.
| Количина јода у 100 грама продукта: | Количина јода у 100 грама продукта: |
| ----------------------------------- | ----------------------------------- |
| кавијар                             | 130                                 |
| неке рибе                           | 190                                 |
| неке рибе                           | 120                                 |
| сардине                             | 99                                  |
| туњевина                            | 53                                  |
| бело вино                           | 70                                  |
| црно вино                           | 50                                  |
| сокови од воћа и поврћа             | 30-40                               |
| млеко                               | 6                                   |
| бели сир                            | 40                                  |
| јаје                                | 10                                  |
| шаргарепа                           | 61                                  |

| Потребе за јодом у различитим периодима живота: | Потребе за јодом у различитим периодима живота: |
| ----------------------------------------------- | ----------------------------------------------- |
| бебе до једне године живота                     | 50                                              |
| деца од 1 до 3 година                           | 70                                              |
| деца до 6 година                                | 90                                              |
| од 6 до 10 година                               | 120                                             |
| млади                                           | 150                                             |
| одрасли                                         | око 200                                         |
| трудне жене                                     | 230                                             |
| жене које доје                                  | 260                                             |

Од дванаесте недеље плод почиње да ствара своје хормоне из штитне жлезде. Јод потребан за тај процес узима од мајке, као и у време дојења, када је једини извор јода за дете мајчино млеко. Због тога је у тим периодима посебно важно уносити довољну количину јода.
На Земљи око 1,5 милијарди људи живи у регионима који су погођени недостатком јода, а гушавост се јавља код 600 милиона људи.